# Kaczuszka australijska

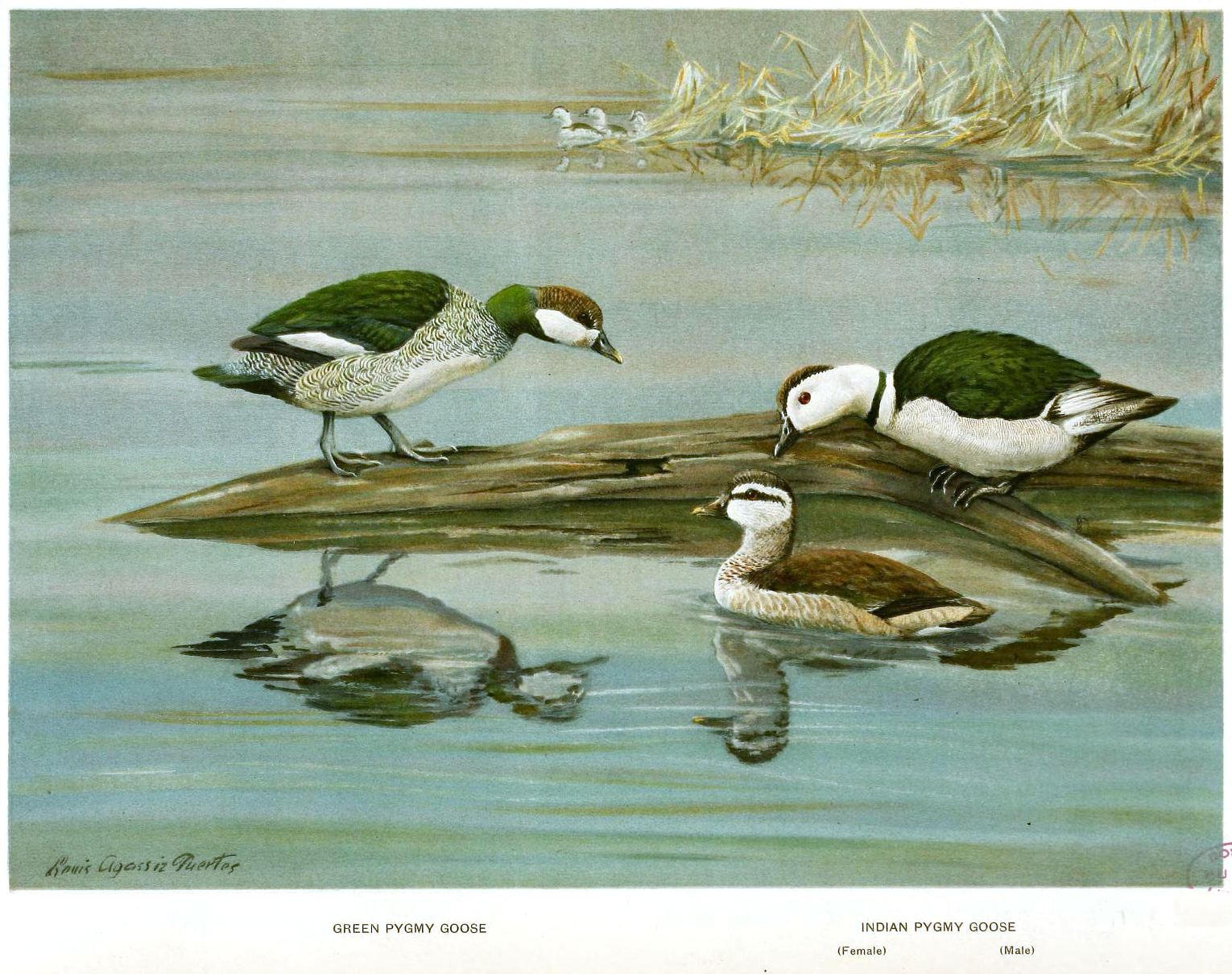
Samiec (po lewej) i samica (na wodzie) kaczuszki australijskiej. Na lądzie po prawej kaczuszka azjatycka (N. coromandelianus); 1922

Kaczuszka australijska (Nettapus pulchellus) – gatunek średniej wielkości ptaka z rodziny kaczkowatych (Anatidae). Występuje w północnej części Australii oraz na Nowej Gwinei. Nie jest zagrożony wyginięciem.

## Taksonomia
Po raz pierwszy gatunek opisał John Gould w 1842. Przydzielił mu nazwę Nettapus pulchellus. Nazwa ta jest obecnie (2020) akceptowana przez Międzynarodowy Komitet Ornitologiczny (IOC). Holotyp kaczuszki australijskiej pochodził z nieistniejącej już osady Port Essington (półwysep Cobourg, płn. Terytorium Północne). Gatunek monotypowy.

## Morfologia
Długość ciała wynosi blisko 30–36 cm. Masa ciała samców to 300–430 g, samic – 245–340 g; rozpiętość skrzydeł 48–60 cm. Przykładowe wymiary szczegółowe: długość skrzydła 168 mm, ogona – 70 mm, skoku – 26 mm. Występuje dymorfizm płciowy objawiający się różnicami w upierzeniu głowy. U samca pod okiem znajduje biała plama, sięgająca kawałek w tył. Z wierzchu głowę porastają brązowe pióra, na ciemieniu poprzecznie zielono prążkowane. Broda brązowa. U samicy natomiast wierzch głowy jest w całości brązowy, a boki głowy i gardło porastają pióra białe. Poza tym obie płcie nie różnią się, także w kwestii wymiarów. Szyja w całości przybiera połyskującą, zielonawą barwę, także ze śladami niebieskiej opalizacji. Podobnie ubarwiony jest grzbiet, barkówki oraz pokrywy skrzydłowe. Na lotkach II rzędu można dostrzec wyraźne, białe lusterko. Niższą część szyi, wyższą część piersi oraz boki ciała pokrywają białe pióra, ozdobione brązowymi pasami o kształcie półksiężyca. Dalsza część spodu ciała biała. Zarówno pokrywy podogonowe, jak i sterówki są czarne.

## Zasięg występowania
Kaczuszka australijska zamieszkuje południową połowę Nowej Gwinei oraz północną część Australii. Najbardziej na zachód wysunięta lokalizacja, z której wykazany został N. pulchellus, to okolice Gorontalo (Celebes), gdzie Riedel odłowił pojedynczego ptaka. Kilka ptaków obserwowano też na Seram oraz w południowych Molukach (dokładniej na Buru); status niepewny. Kaczuszka australijska rzadko zapuszcza się w interior kontynentu australijskiego i najbardziej zdaje się jej odpowiadać północno-wschodnie wybrzeże.

## Ekologia
Środowiskiem życia N. pulchellus są bagna, laguny, głębokie jeziora, rzadko także rzeki. Przeważnie kaczki tego gatunku przebywają blisko wybrzeża, cofając się w głąb lądu podczas pory lęgowej. Kaczuszka australijska jest płochliwa względem człowieka. Wykazuje zwinność podczas nurkowania. Głos przez ornitologów z początku XX wieku został określony jako dość głośny gwizd lub osobliwy płacz, które wydają z siebie zaniepokojone osobniki. N. pulchellus zjada głównie pokarm roślinny – nasiona, liście, kwiaty, pąki i łodygi roślin wodnych. Australijski ornitolog Mathews odnotował, że w trzech zbadanych przez niego żołądkach odnalazł nasiona oraz żwirek.

### Lęgi
Pora lęgów przypada na listopad–kwiecień (w Australii). Kaczuszka australijska może zakładać gniazdo zarówno na ziemi, jak i na drzewie, w dziupli. Gniazdo wewnątrz wyściełane jest pierzem. Przeciętne zniesienie to 9–10 jaj, jednak może ich składać 8–12. Cechuje je połyskliwa, gładka, kremowobiała skorupka, o wymiarach około 43–45 na 33,8–36 mm. W niewoli okres inkubacji wynosi 26–28 dni.

## Status zagrożenia
IUCN uznaje kaczuszkę australijską za gatunek najmniejszej troski (LC, Least Concern) nieprzerwanie od 1988 (stan w 2016). BirdLife International wymienia dwie ostoje ptaków IBA, gdzie występuje N. pulchella: Alligator Rivers Floodplains i jezioro Argyle.